# Hypopta
Hypopta este un gen de insecte lepidoptere din familia Cossidae.

## Specii[1]
- Hypopta actileuca
- Hypopta aethiops
- Hypopta albicosta
- Hypopta albipuncta
- Hypopta ambigua
- Hypopta amundasa
- Hypopta anna
- Hypopta aquila
- Hypopta araxes
- Hypopta blanca
- Hypopta caerulea
- Hypopta caestoides
- Hypopta centrosoma
- Hypopta chilodora
- Hypopta cinerea
- Hypopta clathrata
- Hypopta clymene
- Hypopta cognata
- Hypopta corrientina
- Hypopta crassiplaga
- Hypopta delicata
- Hypopta ethela
- Hypopta francesca
- Hypopta fuchsiana
- Hypopta garsasia
- Hypopta giacomelli
- Hypopta guiguasia
- Hypopta hartigi
- Hypopta herzi
- Hypopta inguromorpha
- Hypopta intractatus
- Hypopta invida
- Hypopta invidiosa
- Hypopta itzalana
- Hypopta kindermanni
- Hypopta lignosus
- Hypopta meirleirei
- Hypopta mendosensis
- Hypopta monsalvei
- Hypopta mussolinii
- Hypopta nana
- Hypopta nigrisparsata
- Hypopta nycteris
- Hypopta pallidicosta
- Hypopta palmata
- Hypopta polonica
- Hypopta racana
- Hypopta ramulosa
- Hypopta reibelii
- Hypopta rubiginosa
- Hypopta salome
- Hypopta selenophora
- Hypopta sibirica
- Hypopta solgunus
- Hypopta sterila
- Hypopta sumbannus
- Hypopta superba
- Hypopta tekkensis
- Hypopta theodori
- Hypopta thrips
- Hypopta triarcatata
- Hypopta variegata
- Hypopta vassilia
- Hypopta vaulogeri
- Hypopta zoroastres